# みつ吉
みつ吉（みつきち、1975年11月17日 - ）は、東海ラジオのディレクター。愛知県名古屋市出身。身長は、172cm。岐阜経済大学経済学部卒業。あだ名はみっちゃん、ボーイ、ミツキチーノ。本名は満田安則という。

## 来歴・人物
大学時代にコンサートスタッフのアルバイトで放送業界に興味をもつ。就職活動で各地の放送局の採用試験を受けるも声が掛からず、アルバイトを通じて知り合ったラジオ番組の制作プロダクションの誘いを受け入社。東海ラジオへ派遣され、ディレクターとして数多くの番組プロデュースをする。
NoGoDの冠ラジオ番組を担当していた関係でNoGoD団長のオールナイトニッポン0(ZERO)にもゲスト出演もある。
1997年10月から2010年4月にかけて断続的に放送していた流石の源石において、2005年5月の第5部から通称「ティンコ」の名でジングル出し、エコー等の調整を行うミキサーと、インターネット番組「流石の源石BB」のカメラを務めた。

## 担当番組
- SKE48 1+1は2じゃないよ!
- SKE48 1+1+1は3じゃないよ!
- SKE48 1×1は1じゃないよ!

## 過去の担当番組
- 山浦ひさし 全力疾走
- 2COOL!